# Das Pelzchen (Rubens)
Das Pelzchen (niederländisch: Het Pelsken) oder Helena Fourment, ist ein um 1636–1638 entstandenes Porträt von Peter Paul Rubens. Es zeigt seine zweite Ehefrau Helena Fourment, nur mit einem Pelz bekleidet und war vermutlich nicht für eine öffentliche Präsentation bestimmt. Das Gemälde befindet sich heute im Kunsthistorischen Museum in Wien.

## Beschreibung
Das ganzfigurige Porträt zeigt eine stehende Frau im Viertelprofil mit Blick auf den Betrachter vor einem neutralen, dunklen Hintergrund. Der Hintergrund besteht aus verschiedenen Brauntönen. Die Dargestellte steht auf einem roten Teppich, auf dem ein rotes Kissen mit Quasten liegt. In ihrem schulterlangen, lockigen blonden Haar trägt die Frau ein weißes Band, das auch um ihre Stirn gebunden ist. Am linken Ohr trägt sie einen großen Perlenohrring. Mit verschränkten Armen hält sie einen Pelzmantel und ein weißes Tuch um ihren Körper. Mit der rechten Hand fasst sie den Pelzmantel auf ihrer linken Schulter und drückt dabei ihre Brüste nach oben, mit der linken Hand hält sie das Tuch vor ihrem Unterleib zusammen. Der dunkle Pelz steht in starkem Kontrast zur blassen Haut der Figur und der rote Teppich betont ihre rosigen Wangen und Lippen.

## Kunsttechnologische Forschung
Das Pelzchen wurde im Vorfeld der Ausstellung Rubens in Private. The Master Portrays His Family (2015) im Rubenshuis in Antwerpen analysiert. Das Projekt wurde von Gerlinde Gruber (Kunsthistorisches Museum Wien) geleitet und vom Rubenshuis finanziert. Beteiligt waren auch Wissenschaftler der Universität Antwerpen und der Katholieke Universiteit Leuven.
Mit einem Makro-Röntgenfluoreszenzanalyse-Scanner wurden Aufnahmen angefertigt, um überdeckte Bildschichten zerstörungsfrei analysieren zu können. Frühere Bildschichten werden hierdurch sichtbar gemacht, anhand derer Veränderungen der Komposition und Überdeckungen analysiert werden können. Auf den Aufnahmen des rechten Hintergrundbereiches neben der Figur wurden blei- und kupferhaltige Bildschichten sichtbar, die mit einer dunklen Farbe übermalt wurden. Zu sehen ist ein Brunnen, der sich in einer Nische befindet, die von einem Rundbogen abgeschlossen wird. Der Brunnen hat zwei Ebenen, auf der oberen steht die steinerne Figur eines urinierenden Knaben. Er hat lockiges Haar und hält sein Gewand hoch. Außerdem wurden Röntgen- und Infrarotaufnahmen des Bildträgers angefertigt. Dabei zeigte sich, dass Rubens die erste als Halbfigur angelegte Fassung durch die Zufügung mehrere Eichenholztafeln zu einem Ganzfigurenporträt erweiterte.

## Inspiration

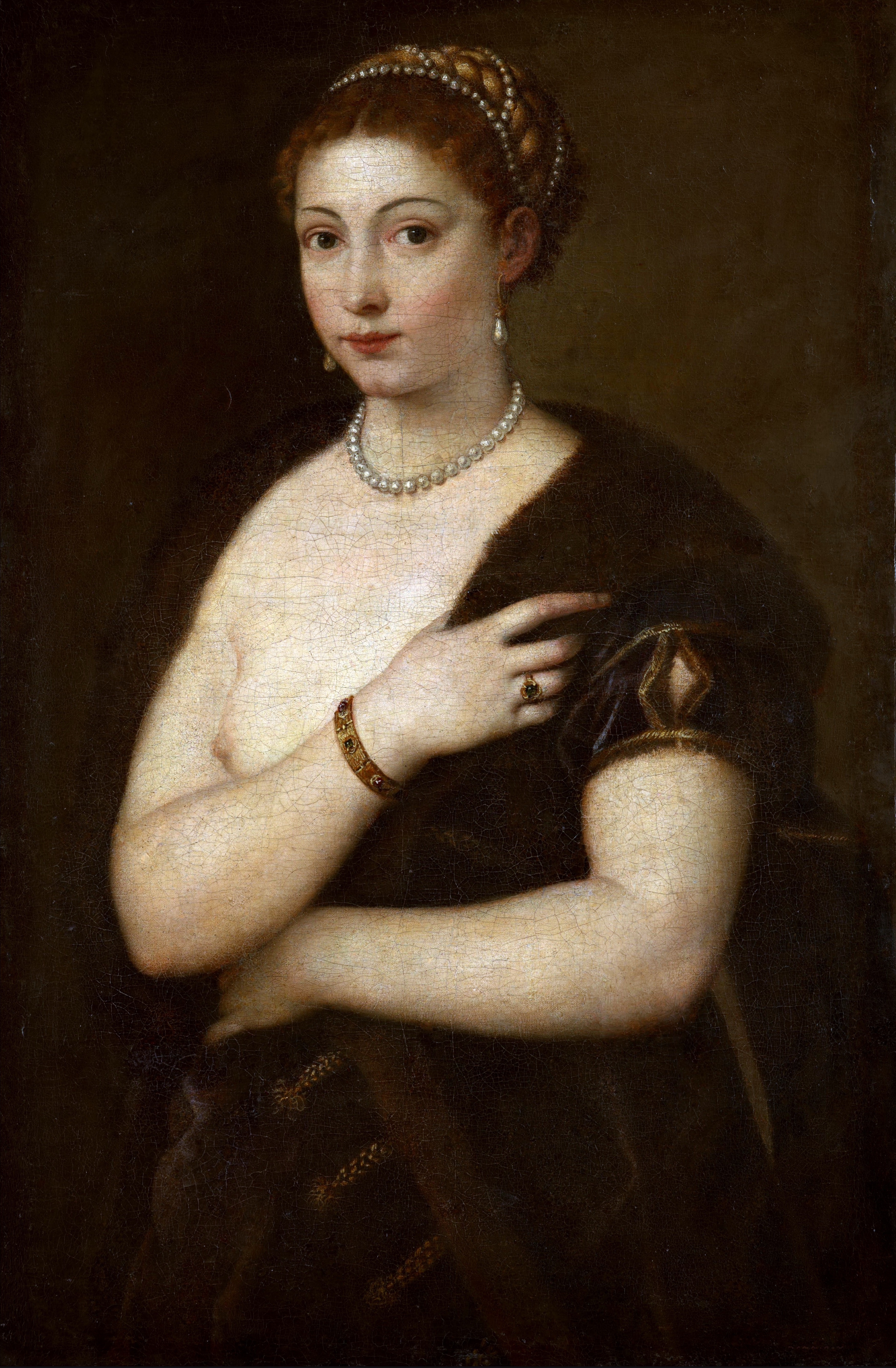
Tizian: Mädchen im Pelz

Rubens begann das Gemälde wahrscheinlich nach dem Vorbild von Tizians Mädchen im Pelz, das er bereits kopiert hatte, als er es 1629 in London in der Sammlung Charles I. sah. Darauf deuten der Ursprung als halbfigurige Darstellung  und das Motiv einer nackten, nur mit einem Pelz umkleideten Frau hin.

## Deutung
Die Deutung des Gemäldes beschränkt sich zumeist auf die Schönheit der Hélène Fourment, die hier besonders naturalistisch und weniger idealisiert als in anderen Gemälden dargestellt  zu sein scheint. Ihre Darstellung wird als Hommage ihres Mannes an ihr natürliche Schönheit gelesen, der sie mit einer Göttin gleichsetzt. Nils Büttner schreibt dazu, dass Hélène „als eine Schönheit [galt], die den Göttinnen Griechenlands Konkurrenz hätte machen können“. Julius Held zieht 1967 erstmals den Vergleich zur Venus pudica und vermutet Tizians Mädchen im Pelz als Vorbild. Er stellt darüber hinaus fest, dass im Hintergrund der Darstellung ein Löwenkopf abgebildet ist, der zu dem inzwischen unter der oberen Farbschicht detektierten Brunnen gehört. Er verortet deshalb die Bildszene im Außenraum und löst sich damit von der damals gängigen Interpretation, die das Bild als Momentaufnahme sah, mit der Rubens seine Frau auf dem Weg zum Bad festgehalten habe.
Die verdeckte Darstellung des Puer mingens, des urinierenden Knaben, im Hintergrund wird mitunter als Symbol der Fruchtbarkeit und Sexualität gedeutet. Die Figur zeigt aber auch, dass eine reine Interpretation Hélènes als Venus pudica ungenau ist, da  diese bei Rubens sonst nicht in Verbindung mit einem urinierenden Knaben auftritt.
Kunsthistorikerin Margit Thøfner versucht, mit der klassischen Interpretation der Hélène als Objekt des männlichen Blicks zu brechen und setzt sich damit auseinander, wie Hélène Fourment in ihrem späteren Leben auf ihr Bildnis geschaut haben könnte. Ihrer Interpretation zufolge ist hier eine Helena genetrix (Helena als Mutter) zu sehen, die ihren Unterleib und ihre Brüste hält. In Auseinandersetzung mit theologischen und medizinischen Schriften kommt sie zu dem Schluss, dass das Gemälde Hélène  an die Erfüllung ihrer ehelichen Pflichten und sogar an das gemeinsame sexuelle Vergnügen während des Zeugungsaktes erinnert haben könnte.

## Provenienz
Rubens hinterließ das Gemälde nach seinem Tod 1640 seiner Frau, ohne dass es zu ihrem Nachlass gezählt wurde. Hélène Fourment wollte das Gemälde ihrem zweiten Ehemann Jan van Brouchoven als Andenken hinterlassen, änderte aber ihr Testament. Alles, was ihr ihr erster Mann hinterlassen hatte, sollten nun die Kinder bekommen, die sie mit Rubens hatte. Erst 1730 ist das Gemälde wieder in der kaiserlichen Gemäldesammlung in Wien nachweisbar (Vlieghe 1987, S. 91). Der Verbleib in der Zwischenzeit ist unklar.